# Унтергуггенбергер, Михаель
Ко Всем!

Замедление обращения денег повергло мир в невероятный экономический кризис, а миллионы способных к труду людей — в невыразимую нужду. ~ Крушение мира (экономики) начинает приобретать своё ужасающее воплощение. ~ Наступило время, ясными знаниями, решительными действиями, спасти разваливающуюся экономическую машину, уберечь человечество от братоубийственной войны, хаоса и распада.

Люди могут жить только постоянно обмениваясь своим АКТУАЛЬНЫМ ТРУДОМ. Замедление денежного обращения парализует большую часть обменов и уже миллионы людей, стремящихся к труду, потеряли своё жизненное место в экономическом механизме. ~ Обмены необходимо восстановить, тогда вернётся пространство для почти вытолкнутых из жизни людей.

Этой цели служат трудовые боны рыночной общины Вёргля:

  Они унимают нужду, дают работу и хлеб!
Михаэль Унтергуггенбергер (нем. Michael Unterguggenberger; 15 августа 1884, Хопфгартен-им-Бриксенталь — 19 декабря 1936, Вёргль) — австрийский муниципальный деятель, городской голова (1931—1934) города Вёргль (нем. Wörgl), руководитель успешного проекта по внедрению свободной экономики Гезелля в своём городе.
Унтергуггенбергер повторил в большем масштабе широко известный в то время опыт применения концепции Гезелля вслед за владельцем угольной шахты Максом Хебером в баварском посёлке Шваненкирхен (около 500 человек, в основном безработные горняки и их семьи). На аналогичных принципах в 1934 году был основан швейцарский WIR Bank.

«В 1930-е гг. мэр австрийского города Вёргль с длинным именем Унтергуггенбергер попробовал решить проблему с безработицей, введя в оборот свободные деньги, созданные по типу марочных сертификатов. Уже в первый месяц город, задолженность которого по налогам за пять лет возросла с 21 тыс. шиллингов до 118 тыс., приступил к её погашению. В следующие полгода эмиссия „свободных шиллингов“, эквивалентная 32 тыс. обыкновенных шиллингов, обеспечила проведение общественных работ на сумму в 100 тыс. шиллингов: было заасфальтировано 7 улиц, улучшено 12 дорог, расширена канализация на два новых квартала, создан новый парк, построен мост и предоставлены новые рабочие места 50 безработным. Когда опытом Вёргля заинтересовалось 300 общин страны, Национальный банк Австрии, почувствовав угрозу своей монополии, запретил печатание свободных местных денег»
.
До сего времени сохранился мост, построенный бывшими безработными в Вёргле. Благодарные потомки установили памятник своему бургомистру.
С 2003 года в Вёргле действует Институт имени Унтергуггенбергера.